# 艾费尔山

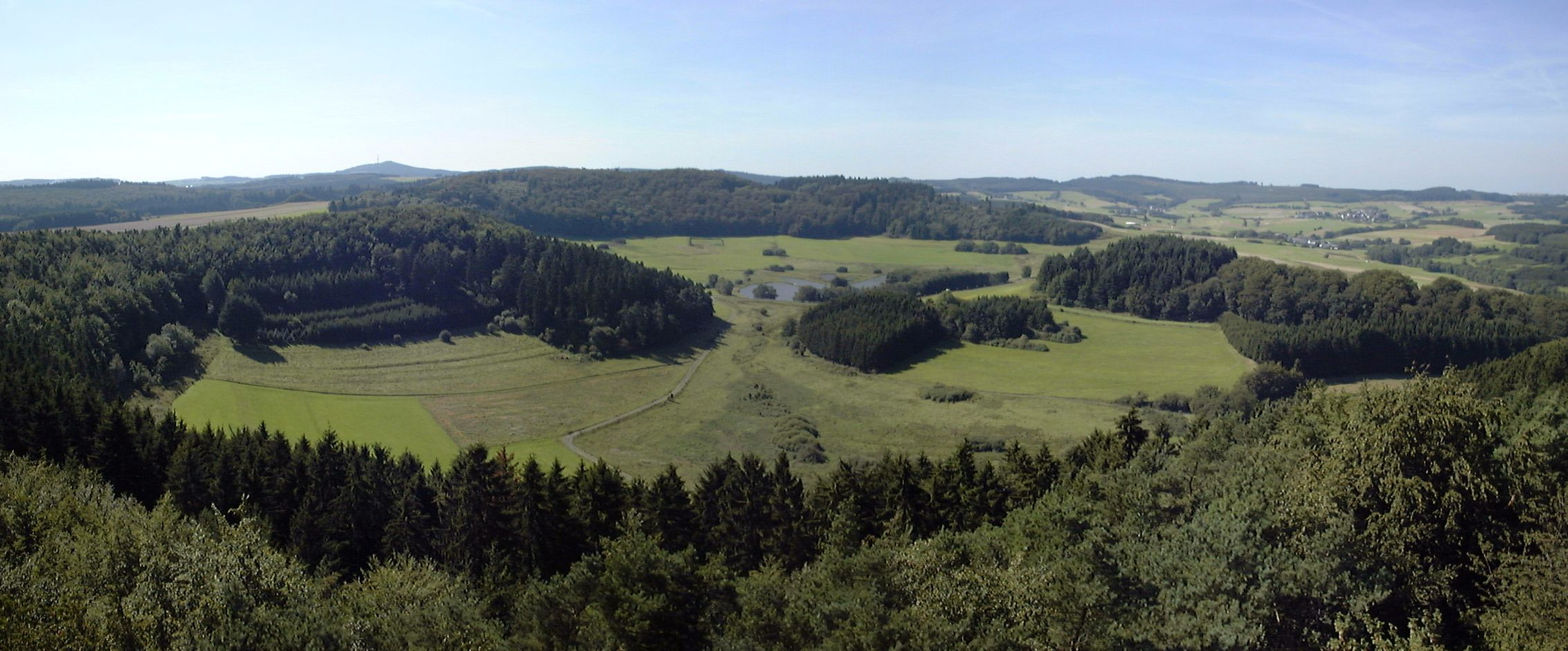
艾费尔山风景

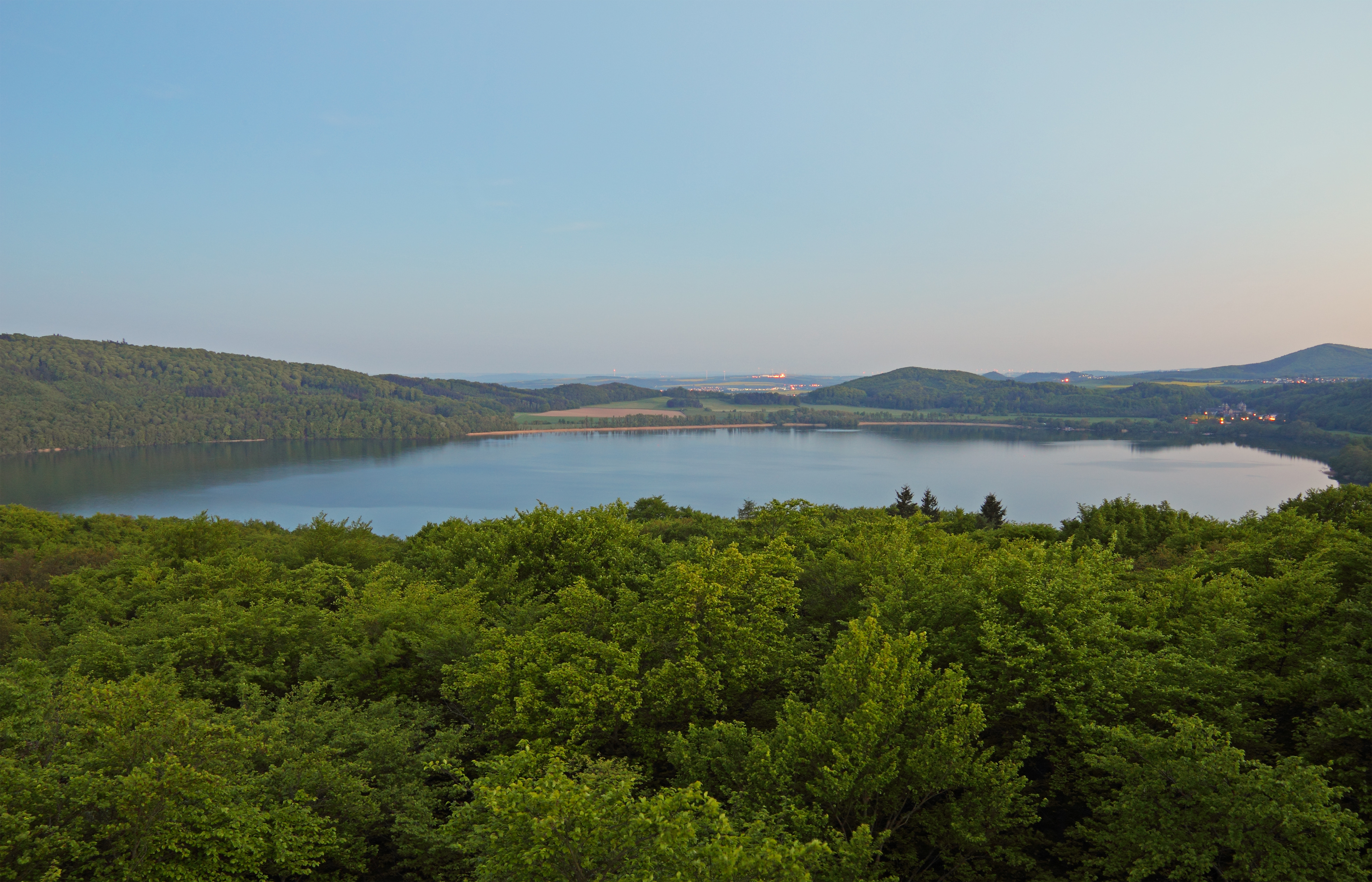
拉赫湖景色，其为艾费尔山地区的一个湖泊

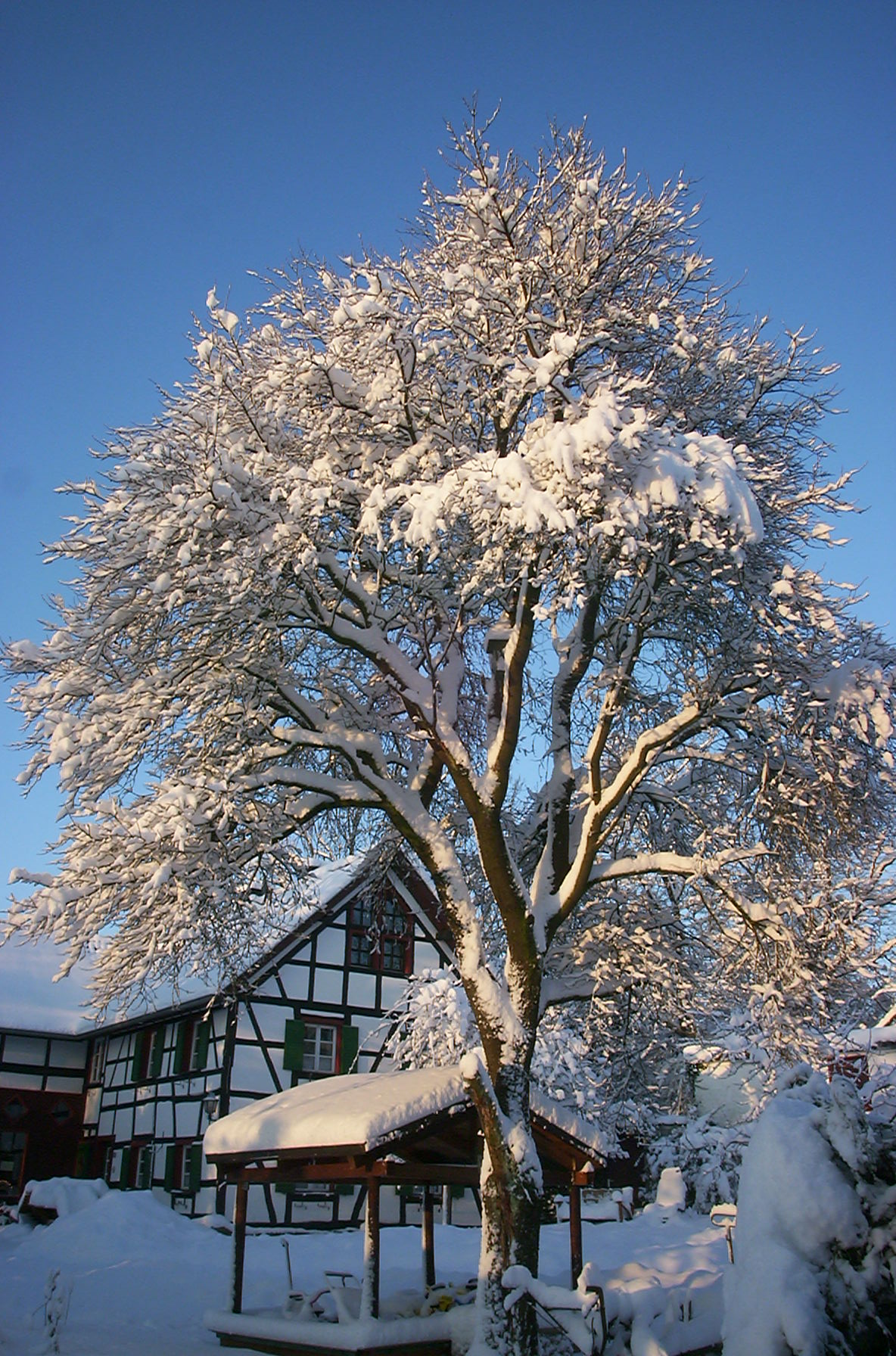
冬天的艾费尔山区常为白雪覆盖

艾费尔山（德語：Eifel，發音：[ˈaɪfl̩] ⓘ，發音：[ˈæːɪfəl]）是德国西部（北莱茵-威斯特法伦州西南部和莱茵兰-普法尔茨州西北部）、比利时东部（比利时德语区南部）和卢森堡北部的山脉，是莱茵板岩山脉的一部分。2004年起，艾费尔山区大约110平方公里的范围被划归艾费尔国家公园。
艾费尔山南部以摩泽尔河为界，东部以莱茵河为界，北部则与上芬恩相连，向西延伸至阿登山，阿登山区和艾费尔山区实际上在地质史上属于同一区域，因为他们都位于同一火山地带，地質中產有世界稀有礦物硼鋁石，也是歐洲唯一礦區。地质学上的艾菲尔期以该地区命名。
在第三纪，艾费尔山地区火山活动剧烈，这里的一些山丘就是火山口，这个地区的湖泊是曾经的破火山口，最后一次火山喷发发生在一万年以前。研究表明，地下的地幔活动还很活跃；艾费尔地区每年上升约1-2毫米。从历史上讲，艾费尔山区活跃期之间有一万到两万年的非活跃期，所以有意见认为在将来还会发生喷发。
该地区比较有名的古迹是艾费尔水渠，是一座古罗马时期修建的古罗马水渠，为当时的科隆提供水源。